# Velocitas 1897
Velocitas 1897 is een op 1 april 1897 opgerichte amateurvoetbalvereniging uit de stad Groningen, Nederland.
Het grootste succes van de club was het winnen van de KNVB Beker in het seizoen 1933/34. Tot 2015 was dat de enige overwinning voor een club uit de provincie Groningen, dat jaar veroverde profclub FC Groningen de beker.

## Algemeen
Velocitas 1897 trad in 1903 toe tot de Koninklijke Nederlandse Voetbal Bond. Vanaf de oprichting tot aan 1916 bestond het tenue uit een wit hemd met een brede groene band verticaal in het midden. Daarna werd gekozen voor het shirt zoals dat tot op heden wordt gedragen, een wit shirt met verticale groene strepen gecombineerd met een wit broekje en groene sokken. Velocitas 1897 is daarnaast een van de weinige clubs in de stad Groningen met een eigen jeugdafdeling, zo is het in alle jeugdcompetities actief en heeft het vier seniorenteams, één 35+ elftal en één 45+ elftal.

## Sportpark
Na één seizoen te hebben 'ingewoond' bij stadsgenoot Be Quick op de Esserberg wilde Velocitas in 1930 op het middenterrein van het Velodrome aan de Paterswoldseweg in Groningen gaan spelen. In 1929 werd het Velodrome geopend, met destijds een wielerbaan die afkomstig was uit Het Nederlandsch Sportpark in Amsterdam. Vanaf het najaar van 1930 zou Velo de vaste bespeler van het terrein worden, maar het veld bleek echter dusdanig slecht dat het toch weer moest uitwijken naar het terrein van Be Quick (daar speelde Velocitas toen nog wel zijn kampioenswedstrijden) of het Stadspark. Vanaf 1931 speelde Velocitas definitief op het Velodrome, dat beschikte over een houten hoofdtribune. In 1933 kwam daar alweer een einde aan, Velo verkaste definitief naar het Stadspark. Sindsdien worden de thuiswedstrijden op het Sportpark Stadspark gespeeld. Sportpark Stadspark kent drie velden, allen kunstgras, waarvan één half veld. Tot 1997 had Velocitas een tribune, deze werd gesloopt vanwege het slechte onderhoud. Op het sportpark bevindt zich een sociëteit, waar onder meer een tweewekelijkse 'soos' voor ouderen wordt gehouden.

## Geschiedenis

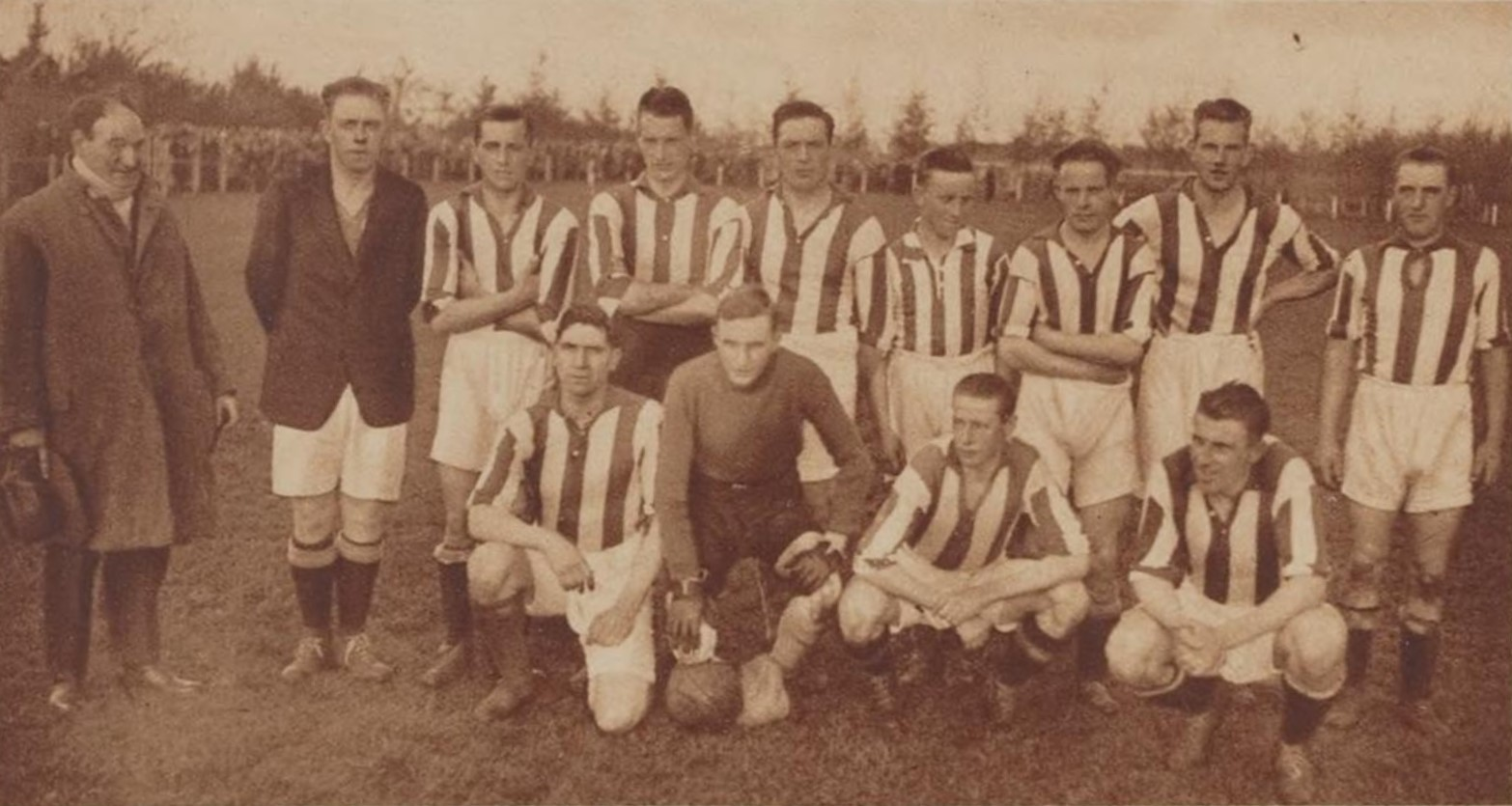
Velocitas in 1930. V.l.n.r. staand: Trainer Bob Jefferson, invaller Vos, Otto Bonsema, Eppie Meulema, Zuidema, Geert Fransen (invaller voor W. de Welf), Nico Witlox, Herman Mohrmann en Fre van der Velde. Onderste rij: Knol, Sietze Rozema, Wiebe Brink en De Wolf.

In 1916 werd de hoogste (eerste) klasse bereikt. Gedurende tien jaar moest Velocitas telkens genoegen nemen met een tweede plaats achter stadgenoot Be Quick, maar in het seizoen 1926/'27 waren de rollen omgekeerd en behaalde Velocitas het eerste kampioenschap in de eerste klasse Noord.
Tussen 1926 en 1935 werd Velocitas achtmaal kampioen van Noord-Nederland, deze reeks werd alleen in het seizoen 1931/'32 onderbroken, want toen werd het sterke Veendam kampioen, terwijl Velocitas op de tweede plaats eindigde met een doelsaldo van 100 voor en 20 tegen in 18 wedstrijden. In de strijd om het landskampioenschap, die in de vorm van een hele competitie door de sterksten van de vijf afdelingen werd uitgevochten, was Velocitas niet erg succesvol. Alleen in het seizoen 1929/'30 zou een zege op Go Ahead de landstitel hebben gebracht, maar een volledig van slag zijnde Velo-ploeg kreeg op de Esserberg met 4-1 klop en volgde een gedeelde tweede plaats met Ajax. Velocitas deed tussen 1911 en 1951 ook 31 keer mee aan de Groninger Dagbladbeker en won de wisselbeker acht keer, het meest van alle deelnemende clubs. 
In de loop der jaren wisselde de club uit Groningen de eerste klasse af met jaren in de tweede klasse.
Tevens was Velocitas tussen 1982 en 2001 in het vrouwenvoetbal actief. Naast de dames van Velocitas waren er nog vier andere clubs die zich vanaf 1995/'96 op het hoogste niveau hebben gehandhaafd: SV Saestum, Ter Leede, SteDoCo en WFC.
De club kende tot seizoen 2016/'17 ook een zondagelftal, dat uitkwam in de Tweede klasse. Er werd voor gekozen om vanaf seizoen 2017/'18 alleen nog met een prestatie-elftal in de zaterdagcompetitie uit te komen.

## Standaardelftallen

### Zaterdag
Het standaardelftal, spelend in de zaterdagafdeling van het KNVB-district Noord, komt met ingang van het seizoen 2018/19 voor het eerst uit in de Vierde klasse. Het voorgaande seizoen werd Velocitas ongeslagen kampioen in de Vijfde klasse. In seizoen 2018/19 werd de ploeg op de laatste speeldag kampioen van de vierde klasse. Koploper VV Helpman verloor thuis verrassend met 0-2, terwijl Velocitas zelf won en daardoor kampioen werd. In seizoen 2019/20 zal Velocitas uitkomen in de Derde klasse, de hoogst bereikte klasse. Seizoen 2019/2020 werd niet afgemaakt vanwege het heersende Coronavirus, Velocitas stond op dat moment op de vijfde plaats. Op zaterdag 21 mei 2022 won Velocitas 1897 de uitwedstrijd bij VV Glimmen  met 1-4, waardoor het kampioen werd van de Derde klasse C. Daardoor zal het in het daaropvolgende seizoen uitkomen in de Tweede klasse zaterdag. In seizoen 2022/2023 werd Velocitas 1897 kampioen in die klasse, waarmee het promoveerde naar de Eerste klasse. Dit betekende een unicum, want nog nooit werd een club vier jaar op rij kampioen.
Op woensdag 28 mei 2025 pakte de club opnieuw een prijs. Het won de Noordelijke districtsbeker.

### Erelijst
Noordelijke districtsbeker
Winnaar in 2025

Nederlands amateurvoetbal
| Nationaal              |    |      |
| Kampioen Tweede klasse | 1x | 2023 |
| Kampioen Derde klasse  | 1x | 2022 |
| Kampioen Vierde klasse | 1x | 2019 |
| Kampioen Vijfde klasse | 1x | 2018 |

#### Competitieresultaten 1995–heden
| 7 3A |

|  |

| 5 5B |

| 9 5D |

|  |

| 10 7B |

| 10 7C |

| 8 7B |

| 5 7B |

| 3 7B |

|  |

| 4 6D |

| 9 6D |

| 5 6D |

| 10 6C |

| 12 6D |

|  |

| 12 5E |

| 14 5E |

| 9 5F |

| 10 5D |

| 12 5D |

| 8 5B |

| 1 5D |

| 1 4C |

| 5 3C |

| 2 3C |

| 1 3C |

| 1 2L |

| 1J |

2019: seizoen 2019/2020 werd niet afgemaakt wegens het Coronavirus, Velocitas stond op dat moment op de vijfde plaats.
2020: seizoen 2020/2021 werd niet afgemaakt wegens het Coronavirus, Velocitas stond op dat moment op de tweede plaats.
| Eerste klasse | Tweede klasse | Derde klasse   | Vierde klasse    |
| Vijfde klasse | Zesde klasse  | Zevende klasse | Derde klasse GVB |

### Zondag
Het eerste elftal van de zondagafdeling kwam in het seizoen 2016/17 nog uit in de Tweede klasse, hierna werd het team niet meer ingeschreven voor competitievoetbal.

### Erelijst
| Nationaal              |     |                                                            |
| KNVB Beker             | 1×  | 1934                                                       |
| Kampioen Eerste klasse | 10× | 1927, 1928, 1929, 1930, 1931, 1933, 1934, 1935, 1961, 1962 |
| Kampioen Tweede klasse | 5×  | 1954, 1955, 1977, 1986, 2011                               |
| Kampioen Derde klasse  | 3×  | 1996, 2003, 2006                                           |

#### Competitieresultaten 1904–2017
| 1 |

| 1 |

| 5 |

| 3 |

| 6 |

| 6 |

| 5 |

| 4 |

| 4 |

| 5 |

| 7 |

|  |

| 6 |

| 2 |

| 2 |

| 2 |

| 4 |

| 3 |

| 2 |

| 2 |

| 2 |

| 3 |

| 2 |

| 1 |

| 1 |

| 1 |

| 1 |

| 1 |

| 2 |

| 1 |

| 1 |

| 1 |

| 3 |

| 4 |

| 7 |

| 8 |

| 7 |

| 3 |

| 9 |

| 6 |

| 8 |

|  |

| 6 |

| 9 |

| 7 |

| 7 |

| 7 |

| 11 1A |

| 14 1A |

| 4 2A |

| 1 2A |

| 1 2A |

| 12 A |

| 9 A |

| 11 B |

| 13 B |

| 5 B |

| 1 1B |

| 1 1C |

| 4 1C |

| 3 1C |

| 3 1C |

| 4 1C |

| 5 1C |

| 6 1C |

| 5 1C |

| 6 1C |

| 7 1C |

| 4 1C |

| 4 1C |

| 7 1C |

| 14 B |

| 11 1C |

| 1 2B |

| 6 1C |

| 11 1C |

| 4 2B |

| 8 2A |

| 3 2A |

| 2 2A |

| 7 2A |

| 6 2A |

| 1 2A |

| 7 1C |

| 9 1C |

| 7 1C |

| 10 1C |

| 10 2A |

| 3 3B |

| 2 2A |

| 10 2B |

| 7 3B |

| 1 3B |

| 9 2L |

| 4 2L |

| 9 2L |

| 10 2L |

| 11 2L |

| 2 3C |

| 1 3C |

| 7 2L |

| 8 2L |

| 1 3C |

| 7 2L |

| 4 2K |

| 9 2L |

| 7 2K |

| 1 2K |

| 11 1F |

| 14 1F |

| 7 2L |

| 14 2K |

| 3 3C |

| 11 2K |

1954: in de strijd om 1 promotieplaats tussen de 2e klasse kampioenen Velocitas (Noord, 2A), vv Veendam (Noord, 2B) en VV Zwartemeer (Oost, 2A) promoveerde Veendam.
2006: de beslissingswedstrijd op 10 mei bij GOMOS om het klassekampioenschap in 3C werd met 3-2 gewonnen van VV Roden.
| Eerste klasse (profniveau) | Tweede divisie | Hoofdklasse | Eerste klasse | Tweede klasse | Derde klasse |

In elke staaf van de grafiek staat van boven naar beneden vermeld: 
- Eindnotering

Dit is de positie die de club heeft bereikt in de competitie, zonder eventuele beslissings-, play-off- of nacompetitiewedstrijden die nodig zijn geweest om bijvoorbeeld de kampioen van de competitie te bepalen.
Indien een * achter het getal staat is de notering een tussenstand en kan het zijn dat de notering niet overeenkomt met de uiteindelijke eindstand van de competitie.
Staat er een - dan is het seizoen nog bezig en is er geen definitieve uitslag bekend.
Staat er xx op de positie van de notering, dan heeft de club vroegtijdig de competitie verlaten. Dit kan onder andere komen door terugtrekking van het team, faillissement van de club of door een uitgedeelde straf van de KNVB. In veel gevallen staat elders in het artikel de reden vermeld.
Staat er een ? dan is het resultaat uit het verleden onbekend, en is alleen de competitie of het niveau bekend van dat seizoen.
In de seizoenen 2019/20 en 2020/21 werd wegens de coronacrisis het amateurvoetbal afgebroken. Daardoor kennen deze staven geen eindklassering (middels -- weergegeven).
- Competitieniveau en afdelingsletter of Officiële eindstand Eredivisie
  - Competitieniveau en afdelingsletter

Hierbij geeft het getal het niveau weer, dat ook terug te vinden is in de legenda. De letter is de afdelingsaanduiding en wordt gebruikt wanneer er meer afdelingen zijn op hetzelfde niveau. De afdelingsletter is altijd een hoofdletter en wordt meestal zonder nummer gebruikt.
Voorbeeld: 2F is niveau 2e klasse competitie F.
Het competitieniveau en nummer wordt niet vermeld wanneer er slechts één competitie van dit niveau was.
  - Officiële eindstand Eredivisie (getal staat tussen haakjes vermeld)

Sinds de introductie van play-offwedstrijden voor Europees voetbal na afloop van de reguliere competitie in 2005/06, is de KNVB verplicht een eindstand van de Eredivisie door te geven aan de UEFA aan de hand van deze play-offwedstrijden.
Bij deze eindstand staan clubs die zich hebben gekwalificeerd voor Europees voetbal hoger dan clubs die zich niet wisten te kwalificeren. Indien er geen verschil was tussen de eindnotering en de officiële eindstand, staat dit getal niet vermeld.

- Onderafdeling

Hier staat afgekort de naam van de onderafdeling indien de club in dat jaar in een onderafdeling uitkwam. Tevens staat deze afkorting in de legenda en wordt gelinkt naar het artikel over deze onderafdeling. Deze afkorting wordt alleen vermeld wanneer de club in het verleden in verschillende onderafdelingen heeft gespeeld. Deze vermelding is in de staaf altijd in kleine letters. Deze onderafdelingen zijn na het seizoen 1995/96 afgeschaft. Heeft de club in slechts één onderafdeling gespeeld, dan is dit alleen terug te vinden in de legenda.
Onder de staaf staat het jaartal vermeld waarin het seizoen is afgesloten. 15 verwijst naar het seizoen 2014/15 of eventueel het seizoen 1914/15.
Wanneer een staaf leeg is, zijn deze gegevens niet bekend. Het kan ook zijn dat de club dat seizoen niet heeft meegespeeld op het hogere amateurniveau, vroegtijdig de competitie heeft verlaten of uit de competitie is gezet.

In het seizoen 1944/45 was er wegens de Tweede Wereldoorlog geen regulier competitievoetbal.

## Betaald voetbal
Velocitas trad bij de invoering van het betaald voetbal in Nederland toe tot deze sector. Een groot succes was het niet. De club kwam vier seizoenen uit in de Tweede divisie en moest aan het einde van het seizoen 1959/60 nacompetitie spelen om terugkeer naar de amateurs te voorkomen. Dat lukte niet en de club keerde terug naar de amateurs.

### Seizoensoverzichten
| Resultaten van Velocitas sinds de toetreding in het betaald voetbal in 1955 | Resultaten van Velocitas sinds de toetreding in het betaald voetbal in 1955 | Resultaten van Velocitas sinds de toetreding in het betaald voetbal in 1955 | Resultaten van Velocitas sinds de toetreding in het betaald voetbal in 1955 | Resultaten van Velocitas sinds de toetreding in het betaald voetbal in 1955 | Resultaten van Velocitas sinds de toetreding in het betaald voetbal in 1955 | Resultaten van Velocitas sinds de toetreding in het betaald voetbal in 1955 | Resultaten van Velocitas sinds de toetreding in het betaald voetbal in 1955 | Resultaten van Velocitas sinds de toetreding in het betaald voetbal in 1955 | Resultaten van Velocitas sinds de toetreding in het betaald voetbal in 1955 | Resultaten van Velocitas sinds de toetreding in het betaald voetbal in 1955 | Resultaten van Velocitas sinds de toetreding in het betaald voetbal in 1955 | Resultaten van Velocitas sinds de toetreding in het betaald voetbal in 1955 |
| Seizoen                                                                     | Competitie                                                                  | Competitie                                                                  | Competitie                                                                  | Competitie                                                                  | Competitie                                                                  | Competitie                                                                  | Competitie                                                                  | Competitie                                                                  | Competitie                                                                  | Kwalificatie                                                                | KNVB Beker                                                                  | Bijzonderheid                                                               |
| Seizoen                                                                     | Divisie                                                                     | GW                                                                          | W                                                                           | G                                                                           | V                                                                           | PNT                                                                         | DV                                                                          | DT                                                                          | POS                                                                         | Kwalificatie                                                                | KNVB Beker                                                                  | Bijzonderheid                                                               |
| --------------------------------------------------------------------------- | --------------------------------------------------------------------------- | --------------------------------------------------------------------------- | --------------------------------------------------------------------------- | --------------------------------------------------------------------------- | --------------------------------------------------------------------------- | --------------------------------------------------------------------------- | --------------------------------------------------------------------------- | --------------------------------------------------------------------------- | --------------------------------------------------------------------------- | --------------------------------------------------------------------------- | --------------------------------------------------------------------------- | --------------------------------------------------------------------------- |
| 1955/56                                                                     | Eerste klasse A                                                             | 26                                                                          | 7                                                                           | 5                                                                           | 14                                                                          | 19                                                                          | 31                                                                          | 45                                                                          | 12e                                                                         | Tweede divisie                                                              | Geen bekertoernooi                                                          | Velocitas treedt toe tot het betaald voetbal.                               |
| 1956/57                                                                     | Tweede divisie A                                                            | 28                                                                          | 10                                                                          | 4                                                                           | 14                                                                          | 24                                                                          | 53                                                                          | 78                                                                          | 9e                                                                          | –                                                                           | 2e ronde                                                                    | –                                                                           |
| 1957/58                                                                     | Tweede divisie B                                                            | 28                                                                          | 8                                                                           | 7                                                                           | 13                                                                          | 23                                                                          | 48                                                                          | 56                                                                          | 11e                                                                         | –                                                                           | 4e ronde                                                                    | –                                                                           |
| 1958/59                                                                     | Tweede divisie B                                                            | 26                                                                          | 5                                                                           | 10                                                                          | 11                                                                          | 20                                                                          | 30                                                                          | 41                                                                          | 13e                                                                         | Degradatiecompetitie 1959/60                                                | 2e ronde                                                                    | –                                                                           |
| 1959/60                                                                     | Tweede divisie B                                                            | 24                                                                          | 10                                                                          | 4                                                                           | 10                                                                          | 24                                                                          | 46                                                                          | 35                                                                          | 5e                                                                          | –                                                                           | Geen bekertoernooi                                                          | Velocitas degradeert naar de amateurs.                                      |

### Topscorers
- 1955/56:  Bé Kuiper (15)
- 1956/57:  Klaas van der Veen (18)
- 1957/58:  Klaas van der Veen (20)
- 1958/59:  Evert Drommel (10)
- 1959/60:  Evert Drommel (13)

### Trainers
- 1929–1934:  Bob Jefferson
- 1947–1950:  Eddy Donaghy
- 195500000:  Tonnis Prins
- 1955–1956:  Arie de Vroet
- 1956–1957:  Wim Vaal
- 0000–1957:  Jan Ottens (a.i.)
- 1957–1958:  Eef Ruisch
- 1958–1960:  Schelto Groenier

## Vrouwenvoetbal
Velocitas 1897 kende lange tijd ook een vrouwenafdeling (1982 tot 2001). In het competitiejaar 1993/1994 kwam het eerste elftal van de dames uit in de hoofdklasse, daar moest het bij de eerste vier eindigen om ingedeeld te worden in de nieuwe Eredivisie (boven de bestaande hoofdklassen). Dit lukte echter niet (21 punten uit 20 wedstrijden). Voor het vlaggenschip was het dus noodzaak om in het seizoen 1994/1995 kampioen te worden en door te stoten naar de top van het damesvoetbal. Op 24 april 1995 moest het dan gebeuren. Uit tegen Eendracht Arnhem werd een 0-1 overwinning behaald. In het eerste seizoen in de Eredivisie kon Velocitas zich handhaven op de laatste speeldag.
Op 15 juni 2001 werd besloten de damesafdeling van Velocitas op te heffen. De licentie van de hoofdklasser werd uiteindelijk overgeheveld naar Oranje Nassau Groningen evenals bijna de gehele damesselectie. ON Groningen kwam vanaf dat moment uit in de Topklasse.

#### Competitieresultaten 1982–2001
| 1 |

| 1 |

| - |

| - |

| - |

| 4 |

| 1 |

| 2 |

| - |

| - |

| - |

| 1 |

| 8 |

| 5 |

| 2 |

| 9 |

| 3 |

| 8 |

1994: de landelijke Hoofdklasse ging in seizoen 1994/1995 van start en was daarmee de hoogste klasse. Deze droeg toen de naam 'Eredivisie' maar werd met ingang van seizoen 1997/98 weer veranderd naar de hoofdklasse.
| Hoofdklasse (landelijk) | Eredivisie (landelijk) | Hoofdklasse (Afdeling Noord) | Eerste klasse | Tweede klasse | Derde klasse |

## Trainers

### Trainers zaterdagvoetbal
- 1999–2002:  Geert Noeken
- 2002–2003:  Alex ten Brinke
- 0000–2004:  Jan Wageman (a.i.)
- 0000–2004:  Bhekir Haroun (a.i.)
- 2004–2005:  Harry Boven
- 2005–2006:  Melvyn Wolthers
- 2006–2007:  Alex ten Brinke
- 2007–2009:  Ynze Prins
- 2009–2010:  Jan van Strien
- 2015–2016:  Sander Tromp
- 2016–2017:  Johannes Noorda
- 2017–2018:  Bram Versprille
- 2017–2020:  Erik Wormmeester
- 2020–2024:  Simon Cageling
- 2024–2026:  Robbie Wentink

### Trainers zondagvoetbal
- 1960–1963:  Evert Mur
- 1963–1965:  János Kovács
- 1965–1967:  Johnny de Grooth
- 1967–1969:  Sietze de Jong
- 1969–1974:  Simon Zoetebier
- 1974–1975:  Abel Alting
- 1975–1977:  Henk Drewes
- 1977–1978:  Jan Koolman
- 1978–1979:  Cor van der Steen
- 1979–1980:  Schelto Groenier
- 1980–1984:  Jan Rozema
- 1984–1986:  Jan Dob
- 1986–1987:  Harm Roossien
- 1987–1989:  Ido Bunning
- 1989–1991:  Ron Krohne
- 1991–1993:  Ton Rozema
- 1993–1994:  Steve Goble
- 1994–1995:  Jan van Dijk
- 0000–1957:  Steven Goble (a.i.)
- 1995–1996:  Ger van Gelder
- 0000–1996:  Gerard Hylkema (a.i.)
- 1996–1998:  Henk Hartkamp
- 1998–1999:  Jan Bats
- 0000–1999:  Ton Rozema (a.i.)
- 1999–2002:  Ton Rozema
- 2002–2005:  Henk de Koe
- 0000–2005:  Bram Versprille (a.i.)
- 2005–2007:  Jan ten Brinke
- 2007–2011:  Henk Veenhof
- 2011–2012:  Lesmond Prinsen
- 2012–2014:  Robert Bos
- 2014–2016:  Gert Haak
- 0000–2016:  Bram Versprille
- 2016–2017:  Gert Haak
- 0000–2017:  Bram Versprille

### Trainers damesvoetbal
- 1982–1986:  Harry Overbeek
- 1986–1991:  Hans Stuulen
- 1991–1993:  Ate Jongeling
- 1993–1996:  Wouter Bouw
- 1996–1997:  Geert Schuurman
- 2000–2001:  Gerrit Slomp

## Bekende (oud-)spelers
- Mustafe Ahmed
- Kassim Bizimana
- Thijmen Blokzijl
- Otto Bonsema
- Herman Dijkstra
- Piet Fransen
- Joop Gall
- Ron Groenewoud
- Alex Klompstra
- Hans Lesterhuis
- Jos Roossien
- Leandro Bacuna